# 韩州 (山西)
韓州，中国古代的州。
隋文帝开皇十六年（596年），隋朝分潞州設置韩州。治所在襄垣县（今山西襄垣县北郊13.5公里）。下辖襄垣县、涉县、榆社县。《隋書》地理志没有記載北周的設置。《元和郡县志》襄垣县，作北周建德六年（577年）設置。《太平寰宇記》建德六年設置以外，記述開皇十六年設置，榆社县有同样開皇十六年設置的記載。大業元年（605年）废除，管轄县合并入潞州。
唐朝武德元年（618年）复置韓州，治所在襄垣县。下辖襄垣县、乡县（今山西省武乡县）、黎城县、涉县、榆社县，辖境相当今山西襄垣县、黎城县、武乡县、沁县、榆社县及河北省涉县地。武德三年（620年）增设甲水县（今山西省沁县松村乡），榆社县改属榆州。武德六年（623年），铜鞮县（今山西省沁县故县镇）来属。武德九年（626年），废除甲水县。贞观十七年（643年）废韓州，管轄县合并入潞州。 
韓州刺史
- 封同人（626年）